# セルビア・モンテネグロの国章
セルビア・モンテネグロの国章（セルビア・モンテネグロのこくしょう）は、現在のセルビアの国章 (小紋章) の盾の部分とほぼ同一で、セルビア王国の王家オブレノヴィッチ家の紋章とも同様のデザインであり、中世セルビア王国を築いたネマニッチ朝の紋章に用いられていた双頭の鷲をあしらっている。
セルビアの小紋章の盾の部分との違いは、双頭の鷲が抱えている盾の模様が、セルビアはセルビア十字のみなのに対し、セルビア・モンテネグロの国章は、セルビア十字以外に、モンテネグロを表す紋章が入っている点である。
1994年以前は、ユーゴスラビア社会主義連邦共和国の国章を使用していた。

## 構成共和国の国章

セルビアの国章 (1990年-2004年)
セルビアの大紋章 (2004年-2006年)
セルビアの小紋章 (2004年-2006年)
モンテネグロの国章 (1992年-2004年)
モンテネグロの国章 (2004年-2006年)